# Акман, Али
Али Акман (тур. Ali Akman; 18 апреля 2002 года, Йылдырым, Турция) — турецкий футболист, нападающий клуба «Айнтрахт» и молодёжной сборной Турции, выступающий на правах аренды за клуб «Гёзтепе».

## Карьера
Али — уроженец Йылдырыма, района провинции Бурса, часть города Бурса. Футболом начинал заниматься в команде Инегёльспор, в 13 лет перебрался в академию Бурсаспора. В сезоне 2019/20 пополнил состав основной команды, вылетевшей в предыдущем сезоне в Первую лигу. 17 августа 2019 года дебютировал в профессиональном футболе в поединке против команды «Фатих Карагюмрюк», выйдя на замену на 77-й минуте. 25 августа, спустя чуть больше недели, Али забил свой первый мяч, поразив ворота «Акхисар Беледиеспора». Всего в дебютном сезоне Али провёл 21 встречу и забил 2 мяча. Занял вместе с командой 6 место. В сезоне 2020/2021 Али сыграл 18 встреч и забил 10 мячей, став лучшим бомбардиром команды.
1 февраля 2021 года Али подписал четырёхлетний контракт с франкфуртским «Айнтрахтом», который должен был начать действовать 1 июля. Однако «Бурсаспор» расторг свой контракт заранее, и Али начал тренироваться с немецким клубом уже в марте 2021 года.
4 августа 2021 Али Акман был отдан в годичную аренду в нидерландский клуб НЕК. 14 августа 2021 года он дебютировал в Эредивизи в поединке первого тура сезона 2021/22 против «Аякса», выйдя на поле на замену на 66-й минуте вместо Йорди Брёйна. А уже в матче следующего тура против ПЕК Зволле вышел в стартовом составе и отличился на 4-й минуте встречи. НЕК выиграл матч со счётом 2:0.
10 августа 2023 года перешел в футбольный клуб Дендер
Также Али выступал за юношеские и молодёжные сборные Турции различных возрастов.

## Семья
Али приходится племянником бывшему футболисту «Галатасарая» и сборной Турции Айхану Акману.

## Статистика выступлений
| Клуб             | Сезон            | Лига             | Лига  | Лига | Кубок | Кубок | Междунар. | Междунар. | Всего | Всего |
| Клуб             | Сезон            | Лига             | Матчи | Голы | Матчи | Голы  | Матчи     | Голы      | Матчи | Голы  |
| ---------------- | ---------------- | ---------------- | ----- | ---- | ----- | ----- | --------- | --------- | ----- | ----- |
| Бурсаспор        | 2019/20          | Первая лига      | 21    | 2    | 4     | 2     | —         | —         | 25    | 4     |
| Бурсаспор        | 2020/21          | Первая лига      | 18    | 10   | 2     | 0     | —         | —         | 20    | 10    |
| НЕК              | 2021/22          | Эредивизи        | 28    | 6    | 4     | 0     | —         | —         | 32    | 6     |
| Всего за карьеру | Всего за карьеру | Всего за карьеру | 67    | 18   | 10    | 2     | —         | —         | 87    | 20    |